# چوی سون-هو
چوی سون-هو (انگلیسی: Choi Soon-ho؛ زادهٔ ۱۰ ژانویهٔ ۱۹۶۲) بازیکن سابق و مربی فوتبال اهل کره جنوبی است.
از باشگاه‌هایی که در آن بازی کرده‌است می‌توان به باشگاه فوتبال سئول و باشگاه فوتبال پوهانگ استیلرز اشاره کرد.
وی همچنین در تیم‌های ملی فوتبال زیر ۲۰ سال کره جنوبی و کره جنوبی بازی کرده‌است.
وی در مسابقات کشوری و بین‌المللی در مجموع برندهٔ ۲ مدال طلا، ۱ مدال نقره، ۱ مدال برنز شده‌است.